# Пламя (Псковская область)
Пла́мя — деревня в Струго-Красненском районе Псковской области России. Входит в состав Марьинской волости.

## География
Находится на северо-востоке региона, в северной части района, в обезлесенной местности на руч. Козий (Талик).
Уличная сеть не развита.

## История
Первое упоминание — 1498 год. В списках селений Хмерского погоста Шелонской пятины упоминалась деревня Гостыца.
Менее, чем через век, источник 1581-82 гг. сообщает о пустоши, что была деревней Гостица Хмерского погоста.
В 1706, 1745 годах значится как усадище Гостища Хмерского погоста Шелонской пятины.
До прихода советской власти — имение.
В 1931 году около деревни Гостицы организовали совхоз «Пламя» 1-го Свиноводтреста.
В 1941—1944 гг. деревня находилась под фашистской оккупацией войсками Гитлеровской Германии. Во время оккупации, в 1943-м, весь совхоз сожгли фашисты.
После оккупации, в 1944-м, совхоз «Пламя» Псковского Свиноводтреста восстановили. А сразу после войны деревню Гостицы переименовали в деревню Пламя — по названию совхоза.
С 1995 года входит в состав Марьинской волости.

## Население
| 2001 | 2002 | 2010 | 2011 |
| ---- | ---- | ---- | ---- |
| 40   | ↗46  | ↘25  | ↗43  |

## Инфраструктура
экономика
В 1931-41, 1944-52 годах в деревне центральная усадьба совхоза «Пламя». В 1952—1992 — отделение Пламя, до 1970 гг. — совхоза «Авангард», после совхоза «Пламя». Действовали свинотоварная и молочнотоварная фермы; с 1990-х — руированы.
культура
Клуб отделения «Пламя» совхоза «Авангард» (1960), Пламенский сельский клуб (1967,
1972).

## Транспорт
Деревня доступна по автодороге регионального значения 58К-366 «Цапелька — Плюсса».
Остановка общественного транспорта «Пламя».